# 로즈 BC
로즈 BC(영어: Rose BC)는 미국 여자 3on3리그인 언라이벌드 소속 농구 팀이다.